# Vibeke Vasbo
Vibeke Vasbo (født 9. juli 1944 i Tandslet på Als) er en dansk skønlitterær forfatter og kvindesagsforkæmper.
Vibeke Vasbo var i 1970'erne meget aktiv i rødstrømpebevægelsen og senere i Lesbisk Bevægelse. Hun var blandt initiativtagerne til Femølejren og stærkt engageret i kampagnen for fri abort. Hun har arbejdet som kranfører, sygehjælper og lærer. I 1976 debuterede hun med bogen Al den løgn om kvinders svaghed og derefter har hun gjort sig gældende både med romaner, noveller og digte. Organisatorisk har hun også været aktiv i Dansk Forfatterforening.
Søster til arkæologen og historikeren Else Roesdahl.

## Ekstern henvisning
- Vibeke Vasbo i Dansk Kvindebiografisk Leksikon på Lex.dk, tidl. Kvinfo.dk